# Scutacarus acarorum
Scutacarus acarorum ist eine bodenbewohnende Milbenart, die sich in Hummelnestern vermehrt und dessen adulte Weibchen Phoresie auf Hummelköniginnen betreiben, um das neu zu gründende Nest zu besiedeln.

## Vorkommen
Scutacarus acarorum ist auf den Hauptteilen der nördliche Hemisphäre verbreitet. In den Jahren 2005 bis 2008 konnte sie auf etlichen in Argentinien einheimischen Hummeln nachgewiesen werden, allerdings in so geringer Zahl, dass man annimmt, sie sei dort nicht heimisch.
Die Milbenart gehört zu den drei am häufigsten phoretisch auf Hummeln anzutreffenden Milbenarten in Mitteleuropa. Von den heterostigmatischen Milben kommt sie am häufigsten phoretisch auf Hummeln vor.

## Ernährung
Während Goeze alle auf Hummeln phoretisch lebenden Milbenarten als Ektoparasiten beschrieb, die sich am Wirt festsaugen und sich während der Überwinterung von der Hämolymphe ernähren, konnte später keine physische Verbindung zwischen Hämolymphe und Milbe nachgewiesen werden.
Auch in neuerer Literatur wird oft noch fälschlicherweise vom saugenden Ektoparasiten geschrieben.
In den Hummelnestern ernähren sich die Milben, indem sie an den Hyphen von Pilzen saugen. Die bevorzugten Pilzarten konnten allerdings noch nicht identifiziert werden. Unter Laborbedingungen führten Pilze, die auf den getrockneten Waben der Hummelnester des Vorjahres wuchsen, zu keinem erfolgreich durchlaufenen Lebenszyklus. Eine erfolgreiche Reproduktion fand statt, wenn der Pilz Histoplasma capsulatum Darling zur Verfügung stand, der auf Honigbienen und in Honigbienenbeuten vorkommt.
Bei vermindertem Pilzwachstum durch Trockenheit oder zu starker Nahrungskonkurrenz, saugen die Weibchen auch an den fellartig abstehenden Hyphen eines Pilzes der Gattung Mucor. Verschärft sich die Trockenheit, so dass keine Pilze wachsen, sammeln sich die Weibchen in Höhlungen in den Zuchtgefäßen, wo sie über fünf Monate überstehen können. Auch der typische Bodenpilz Cunninghamella elegans konnte als von den Milben akzeptierter Futterpilz identifiziert werden.

## Lebenszyklus

### Phoretische Lebensphase

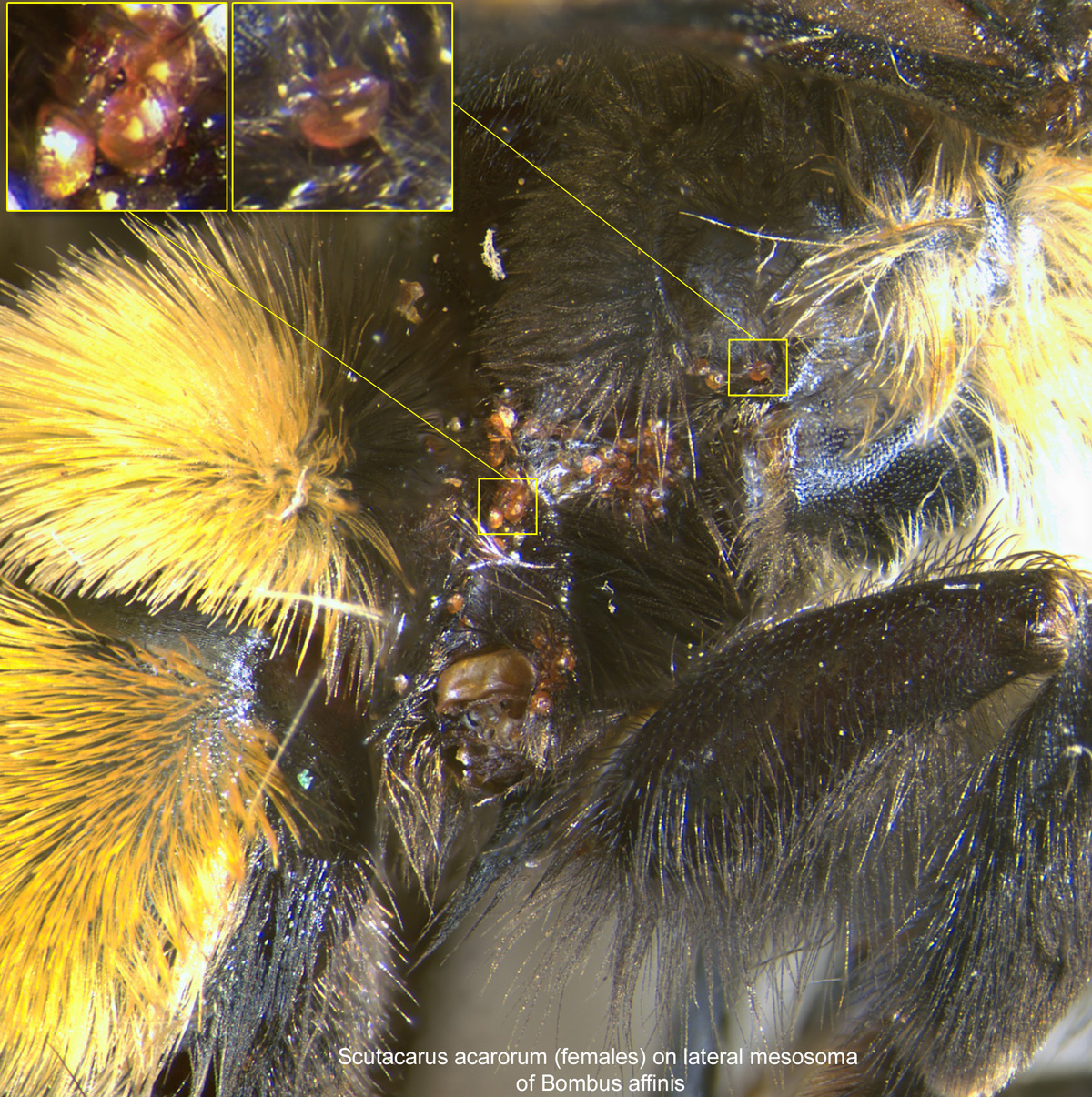
Scutacarus acarorum auf dem lateralen Mesosoma von Bombus affinis

Weibchen, deren Ovarien noch nicht gereift sind, können auf Hummeln der meisten Arten und aller Kasten gefunden werden. Königinnen und Jungköniginnen werden bei der Wahl bevorzugt. Obwohl sie an fast allen Hummel-Arten gefunden werden inklusive den Kuckuckshummeln, sind sie in größerer Häufigkeit (ca. 53 % der Königinnen im Frühjahr) und größerer Anzahl (ca. 8 % Königinnen transportieren mehr als 10 Stück) auf Königinnen des Erdhummel-Komplexes zu finden, deren Nester groß, feucht und dessen Nistmaterial häufig stark verschimmelt ist. Um sich auf den Hummeln verankern zu können, besitzen sie an ihrem ersten Beinpaar eine große Kralle. Die Milben halten sich an den Tieren häufig im behaarten Bereich auf dem vorderen großen Flügelpaar nahe den Flügelgelenken fest. Sie sitzen aber auch in geringerem Umfang an Parasitellus fucorum, einer anderen zeitweise phoretisch lebenden Art von Hummelmilben, bei denen sie sich an den Beinen in der Nähe des Körpers festhalten. So überwintern sie phoretisch oder hyperphoretisch 6 bis 8 Monate mit den Hummelköniginnen.
Bei potentiell bivoltinen Hummelarten oder in warmen Regionen mit Dauernestern verkürzt sich diese Ruhephase bei passenden Umweltbedingungen. In Mitteleuropa gilt eine Nestgründung pro Jahr auch bei potentiell bivoltinen Hummeln noch als die Regel.

### Reproduktionsphase
Nachdem die Hummelkönigin aus der Diapause erwacht ist und ein Nest gegründet hat, verlassen die Milben ihren Phoresiewirt und besiedeln das Nest. Der Auslöser, der die phoretische Lebensphase beendet, ist noch nicht gefunden. In Laborversuchen in Petrischalen bewegten sie sich erst, wenn die Hyphen eines Pilzes ihren Platz erreichten, was aber den Tod der Hummel voraussetzen würde.
Wenn ihre Nahrung in ausreichender Menge vorhanden ist, dauert es neun Tage bis zum adulten Männchen bzw. der weiblichen Ruhelarve. In dieser Zeitspanne entwickeln sich die Ovarien im Weibchen, Eier werden gelegt, die Larven schlüpfen, wachsen heran und entwickeln sich zum Adultus.
Ein eierlegendes Weibchen ist am leicht physogastrisch aufgeblähten Hinterleib erkennbar, der die gereiften Ovarien beherbergt.
Vor der Paarung transportieren die Männchen weibliche Ruhelarven auf ihrem Rücken, um sie an eine andere Stelle zu bringen und um sich sofort mit den Weibchen zu paaren sobald sie schlüpfen.
Nicht eierlegende Weibchen klettern teilweise auf Hummeln, wobei sie die zum Ende der sozialen Phase des Hummelnests auftauchenden Jungköniginnen bevorzugen.
Die phoretisch lebenden Weibchen sind 190–330 µm lang.
Die Männchen sind etwa 170 µm lang.
In der Natur herangewachsene Milben haben eine größere Variabilität in der Körpergröße im Vergleich zu den im Labor gezüchteten Milben.